# Častkov
Častkov este o comună slovacă, aflată în districtul Senica din regiunea Trnava. Localitatea se află la altitudinea de 280 m deasupra n.m., se întinde pe o suprafață de 13,18 km2 și în 2017 număra 600 de locuitori.

## Istoric
Localitatea Častkov este atestată documentar din 1394.

## Demografie
| An:                | 1994 | 2004   | 2014   | 2024   |
| ------------------ | ---- | ------ | ------ | ------ |
| Număr de persoane: | 594  | 610    | 606    | 550    |
| Diferență:         |      | +2,69% | −0,65% | −9,24% |

| An:                | 2023 | 2024   |
| ------------------ | ---- | ------ |
| Număr de persoane: | 559  | 550    |
| Diferență:         |      | −1,61% |